# Mattias Djuse
Sven Gunnar Mattias Djuse, född 22 januari 1989 i Östersund i Jämtlands län, är en svensk travkusk och travtränare. Hans hemmabana är Solvalla.
Djuses stall har 2019 cirka 80 hästar i träning. Stallets vinstrikaste hästar är Racing Brodda och Farouk B.R. Fram till januari 2019 tränade han Dartagnan Sisu.

## Karriär
Djuse är uppvuxen i en travintresserad familj. Han är son till travtränaren Anders Djuse, och bror till travprofilerna Magnus, Martin och Mats. Han är även kusin med ishockeyspelaren Emil Djuse.
Under gymnasietiden studerade Djuse vid Travskolan Wången. Därefter arbetade han en tid som lärling hos Timo Nurmos och Anna Forssell. Under tiden som lärling segrade han i stora lärlingslopp som Karl-Gösta Fylkings Minneslopp (2011), Travrondens Guldklocka (2012) och Lärlings-SM (2013). Han utsågs till "Årets Komet" vid Hästgalan 2013. Samma år tilldelades han även Stig H. Johanssons stipendium. Han erhöll sin proffstränarlicens i december 2014. För säsongen 2016 vann han pris som "Årets Framtidsnamn" vid Solvalla.

## Segrar i större lopp
| År   | Lopp                                 | Häst              | Kusk               | Tränare           | Grupp   |
| ---- | ------------------------------------ | ----------------- | ------------------ | ----------------- | ------- |
| 2011 | Karl-Gösta Fylkings Minneslopp       | Nelle Pelle       | Mattias Djuse      | Timo Nurmos       | -       |
| 2012 | Travrondens Guldklocka, final        | Stormysky         | Mattias Djuse      | Stig H. Johansson | -       |
| 2013 | Lärlings-SM                          | Baretta Boko      | Mattias Djuse      | Marcus Savin      | -       |
| 2017 | Margaretas Tidiga Unghästserie, juni | Dartagnan Sisu    | Ulf Ohlsson        | Mattias Djuse     | -       |
| 2019 | Margaretas Tidiga Unghästserie, jan  | Dior Ima          | Mattias Djuse      | Mattias Djuse     | -       |
| 2019 | Margaretas Tidiga Unghästserie, mars | Zolly             | Mattias Djuse      | Mattias Djuse     | -       |
| 2019 | Margaretas Tidiga Unghästserie, mars | Racing Brodda     | Rikard N. Skoglund | Mattias Djuse     | -       |
| 2019 | Margaretas Tidiga Unghästserie, maj  | Global Allegiance | Carl Johan Jepson  | Mattias Djuse     | -       |
| 2019 | Guldstoet                            | Zolly             | Mattias Djuse      | Mattias Djuse     | Grupp 2 |
| 2019 | Derbystoet                           | Racing Brodda     | Rikard N. Skoglund | Mattias Djuse     | Grupp 1 |
| 2019 | Breeders Crown, 2-åriga              | Usain Tilly       | Mattias Djuse      | Mattias Djuse     | -       |
| 2020 | Örebro Intn'l                        | Electrical Storm  | Mattias Djuse      | Mattias Djuse     | Grupp 2 |
| 2021 | Klass I-final, dec                   | Devs Definitif    | Magnus A. Djuse    | Mattias Djuse     | -       |
| 2023 | Sprintermästaren                     | Hustle Rain       | Magnus A. Djuse    | Mattias Djuse     | Grupp 1 |